# 木曜スター対抗戦
『木曜スター対抗戦』（もくようスターたいこうせん）は、1975年10月2日から1976年3月25日までNET系列局で放送されていたNETテレビ（現・テレビ朝日）製作のバラエティ番組である。ロート製薬の一社提供で、NETテレビではネット受け番組も含め最後の一社提供番組となった（その後も複数社提供のスポンサーに加わることはある）。放送時間は毎週木曜 19:30 - 20:00 （日本標準時）。

## 概要
毎回芸能人を2組招き、彼らにとんちや勘、推理力や体力、かくし芸などで競わせていた番組。司会は高島忠夫が務めていた。芸能人同士の対戦が主だったが、番組対抗戦を行うこともあった。
冒頭は高島による「勝つも負けるも時の運！さぁ、今週のライバルは？」の口上で始まり、その後双方のキャプテンが、榎本健一のヒット曲「洒落男」の替え歌を歌いながら出演者を紹介していた。
1976年には、ロート製薬のオープニングキャッチが画面上部に番組タイトルを表示する初代第2バージョンに変更されたが、この番組はNETテレビ（テレビ朝日）で唯一同バージョンを使った番組だった。
ネットチェンジ前にネット受けしていた毎日放送制作の『私はナンバーワン』以来14年間続いてきたロート製薬の一社提供番組枠だったが、本番組終了後はテレビ朝日（全国朝日放送）へ社名変更した後も含めて番組への一社提供はしていないため、本番組がNETテレビ（テレビ朝日）では現状、最後のロート製薬一社提供番組となっている。

## 番組で行われた対戦
- フォーリーブス×キャンディーズ - 第1回。
- 男性芸能人（伊東四朗、藤村俊二、ジェリー藤尾）×女性芸能人（岡田可愛、シェリー、田坂都）
- 殿さまキングス×レツゴー三匹
- 特別機動捜査隊×TOKYO DETECTIVE 二人の事件簿
- 非情のライセンス×必殺仕置屋稼業
- 牧伸二×マッハ文朱
- 北島三郎×都はるみ
- 岡田眞澄×朝丘雪路
- 横山やすし・西川きよし×桂歌丸&三遊亭小圓遊
- 柳家小さん一門×かしまし娘
- 大村崑×月の家円鏡（後の八代目橘家圓蔵）
- 川崎敬三×桂三枝（後の六代目桂文枝）
- ダーク・ダックス×デューク・エイセス
- 三波伸介×桜田淳子
- 和田アキ子×ちあきなおみ
- 長門裕之×佐良直美 - 最終回。
- ほか

## スタッフ
- 構成：多村映美、小川健一、小山高男、たみやじゅん、勝野克、石川雄一郎
- 音楽：宮崎尚志
- エレクトーン：阿部浩之
- アシスタント：中村泰子、和田瑞穂
- 美術：中込清皓
- 技術：樋口勝也
- 音声：肥田孝司
- 効果：大野秀夫
- ディレクター：すずきやすまさ、福島基之
- プロデューサー：渡辺芳彦
- 制作著作：NET

スタッフは大村崑、月の家円鏡出演回より引用。

## ネット局に関する備考
- 東日本放送は、開局2日目に本番組の第1回を放送した。以来同局は、番組が終了するまで同時ネットを行っていた。
- 広島ホームテレビは、当時NET系列のみに加盟していながら非加盟である日本テレビ系列の番組を同時ネットするという変則クロスネットを行っていた。そのため、同局は前番組『お笑い他流試合』を放送していなかったが、本番組についてはテレビ新広島開局に伴う番組改編によって同時ネットを行っていた。

## 参考資料
- 毎日新聞縮刷版（1975年10月 - 1976年3月）

| NET系列 木曜19:30枠 【本番組までロート製薬一社提供枠】 | NET系列 木曜19:30枠 【本番組までロート製薬一社提供枠】 | NET系列 木曜19:30枠 【本番組までロート製薬一社提供枠】 |
| 前番組                                                 | 番組名                                                 | 次番組                                                 |
| ------------------------------------------------------ | ------------------------------------------------------ | ------------------------------------------------------ |
| お笑い他流試合 （1975年4月3日 - 1975年9月25日）        | 木曜スター対抗戦 （1975年10月2日 - 1976年3月25日）     | 秘密の扉 （1976年4月1日 - 1976年9月30日）              |